# Challenger de Bloomfield Hills 2024
El torneo Cranbrook Tennis Classic 2024 fue un torneo de tenis perteneció al ATP Challenger Tour 2024 en la categoría Challenger 75. Se trató de la 2ª edición; el torneo tuvo lugar en la ciudad de Bloomfield Hills (Estados Unidos), desde el 1 hasta el 7 de julio de 2024 sobre pista dura al aire libre.

## Jugadores participantes del cuadro de individuales
| Preclasificado | País                                  | Jugador            | Rank1 | Posición en el torneo |
| 1              | Bandera de Estados Unidos             | Jeffrey John Wolf  | 108   | Cuartos de final      |
| 2              | Bandera de Estados Unidos             | Emilio Nava        | 136   | Primera ronda         |
| 3              | Bandera de Australia                  | Tristan Schoolkate | 179   | Primera ronda         |
| 4              | Bandera de los Países Bajos           | Gijs Brouwer       | 190   | Cuartos de final      |
| 5              | Bandera de Estados Unidos             | Mitchell Krueger   | 194   | Primera ronda         |
| 6              | Bandera de la República Popular China | Bu Yunchaokete     | 197   | Segunda ronda         |
| 7              | Bandera de Estados Unidos             | Tristan Boyer      | 210   | Primera ronda         |
| 8              | Bandera de Australia                  | Marc Polmans       | 211   | Primera ronda         |

- 1 Se ha tomado en cuenta el ranking del 24 de junio de 2024.

### Otros participantes
Los siguientes jugadores recibieron una invitación (wild card), por lo tanto ingresan directamente al cuadro principal (WC):
- Andres Martin
- Learner Tien
- Michael Zheng

Los siguientes jugadores ingresan al cuadro principal tras disputar el cuadro clasificatorio (Q):
- Ernesto Escobedo
- Stefan Kozlov
- Christian Langmo
- Ryan Seggerman
- Kaichi Uchida
- Quinn Vandecasteele

## Campeones

### Individual Masculino
- Learner Tien derrotó en la final a  Nishesh Basavareddy por 4–6, 6–3, 6–4

### Dobles Masculino
- Ryan Seggerman /  Patrik Trhac derrotaron en la final a  Ozan Baris /  Nishesh Basavareddy por 4–6, 6–3, [10–6]